# Пассаддхи
Пассаддхи — это палийский термин (санскрит: prasrabhi, тибетский: ཤིན་ཏུ་སྦྱང་བ་, тибетский Wylie: shin tu sbyang ba), который переводится как «спокойствие», «умиротворение», «отдых» и «безмятежность». От этого существительного происходит глагол пассамбхати — успокаиваться, быть тихим. 
В буддизме пасаддхи относится к спокойствию тела, речи, мыслей и сознания на пути к просветлению.
Пассаддхи определяется как благотворный фактор в следующих канонических контекстах:
- семь факторов просветления (самбоджжханга)[2];
- медитативное погружение (дхьяна);
- трансцендентное зависимое возникновение (локуттара-патиччасаммупада).

## Канонические источники
В различных буддийских канонических схемах успокоение тела, речи и психических факторов связано с радостью (памоджжа-памуджжа), восторгом (пити) и удовольствием (сукха) и приводит к концентрации, необходимой для освобождения от страдания.

### Медитативное успокоение
Успокоение (пали passambhayaṃ) телесных и умственных образований является кульминацией каждой из первых двух тетрад наставления по медитации в знаменитой Анапанасати-сутте МН 118, входящей в Палийский канон:
| Делая долгий вдох, он знает: «Я делаю долгий вдох»...                 | Dīghaṃ vā assasanto dīghaṃ assasāmīti pajānāti....     |
| Делая короткий вдох, он знает: «Я делаю короткий вдох»...             | Rassaṃ vā assasanto rassaṃ assasāmīti pajānāti....     |
| Он тренируется так: «Ощущая всё тело, я буду вдыхать»...              | Sabbakāyapaṭisaṃvedī assasissāmīti sikkhati....        |
| Он тренируется так: «Успокаивая телесную формацию, я буду вдыхать»... | Passambhayaṃ kāyasaṅkhāraṃ assasissāmīti sikkhati....  |
| Он тренируется так: «Ощущая восторг, я буду вдыхать»                  | Pītipaṭisaṃvedī assasissāmīti sikkhati....             |
| Он тренируется так: «Ощущая удовольствие, я буду вдыхать»             | Sukhapaṭisaṃvedī assasissāmīti sikkhati....            |
| Он тренируется так: «Ощущая умственную формацию, я буду вдыхать»      | Cittasaṅkhārapaṭisaṃvedī assasissāmīti sikkhati....    |
| Он тренируется так: «Успокаивая умственную формацию, я буду вдыхать»  | Passambhayaṃ cittasaṅkhāraṃ assasissāmīti sikkhati.... |

### Сати, памоджа, пити, пасаддхи, сукха
Ряд сутт связывает одновременное возникновение следующих благотворных психических состояний с развитием внимательности (сати) и началом первой дхьяны:
- памоджжа или памуджжа (радость)
- пити (восторг)
- пасаддхи (спокойствие или безмятежность)
- сукха (счастье или удовольствие).

Установив внимательность, человек преодолевает пять препятствий (панча ниварани), испытывает радость, восторг, удовольствие и успокаивает тело (кайо пасамбхати); такое телесное спокойствие (пассадхикайо) ведёт к более высоким уровням концентрации (самадхи), как говорится в Самманяпхала сутте ДН 2 и Поттхапада сутте ДН 9:
Когда он видит себя отказавшимся от этих пяти преград, в нем рождается удовлетворенность, у удовлетворенного рождается радость, от радости в сердце успокаивается тело, успокоившиеся телом ощущает счастье, счастливый сосредоточен в мыслях.
С другой стороны, при правильном усилии и обуздании чувств обретается пання (мудрость, проницательность) и возникают факторы дхьяны:
Исчезнут порочные свойства, возрастут чистые свойства, и можно будет жить, самому познав, испытав и обретя в зримом мире полноту и совершенство постижения; и будет удовлетворённость, и радость, и успокоение, и способность самосознания, и вдумчивость, и счастливое существование

### Фактор просветления
Пассаддхи — пятый из семи факторов просветления (самбоджджханга), ведущих к избавлению от страданий. Ему предшествует восторг (пити), за ним следует концентрация ( самадхи ):
В том, кто зародил усердие, возникает духовный восторг. Каждый раз, когда духовный восторг возникает в зародившем усердие монахе, – в этом случае в нём возникает фактор просветления «восторг». Он развивает его, и благодаря развитию он осуществляется в нём. У того, кто восторжен, тело становится безмятежным, и ум становится безмятежным. Каждый раз, когда тело и ум стали безмятежными у восторженного монаха, – в этом случае в нём возникает фактор просветления «безмятежность». Он развивает его, и благодаря развитию он осуществляется в нём. У того, чьё тело безмятежно и кто ощущает удовольствие, ум становится сосредоточенным. Каждый раз, когда ум становится сосредоточенным у монаха, чьё тело безмятежно и кто ощущает удовольствие, – в этом случае в нём возникает фактор просветления «сосредоточение». Он развивает его, и благодаря развитию он осуществляется в нём.

### Достижение дхьян
Описывая поступательные шаги через погружения (jhanani), Будда выделяет шесть последовательных «успокоений» (пассаддхи):
1. Когда достигается первая дхьяна, то прекращается [внутренняя] речь.
2. Когда достигается вторая дхьяна, то прекращается направление ума [на объект] и удержание ума [на объекте] (витакка-вичара).
3. С третьей дхьяной успокаивается восторг (пити).
4. С четвертой дхьяной прекращаются вдохи и выдохи (ассаса-пассаса).
5. Когда достигается прекращение восприятия и чувствования, то восприятие и чувствование прекращаются (сання-ведана).
6. Когда заканчиваются умственные загрязнения (асава), прекращаются жажда, злоба и заблуждение (рага-доса-моха).

### Состояние архатства
Пассаддхи — это поддерживающее условие для «уничтожения язв» (асава-кхайе), то есть достижения архатства. Описывая набор поддерживающих условий, которые выводят человека из страданий сансары (см. Зависимое происхождение ) к уничтожению язв, Будда приводит следующую последовательность состояний:
1. страдание (дуккха);
2. вера (саддха);
3. радость (памоджа, памуджа);
4. восторг (пити);
5. безмятежность (пассаддхи);
6. счастье (сукха);
7. сосредоточение (самадхи);
8. знание и видение вещей такими, какие они есть (ятхабхута-няна-дассана);
9. разочарование в мирской жизни (ниббида)
10. бесстрастие (вирага);
11. свобода, освобождение, избавление (вимутти);
12. знание уничтожения язв (асава-кхае-няна).

Комментарии трактуют безмятежность (пассаддхи) как подавление беспокойства, что является предварительным условием достижения полного сосредоточения (дхьяны). В палийской литературе эта последовательность, позволяющая преодолеть мирские страдания, называется «трансцендентальным взаимозависимым возникновением» (локуттара-патиччасамуппада).

### Благотворное состояние (Абхидхамма)
В Дхаммасангани, первой книге Абхидхамма питаки, первая глава определяет 56 благотворных состояний сознания материального мира, включая «лёгкость чувств и мыслей», о которых подробно говорится в тексте:
Что в таком случае является отдыхом чувств (кайяпассадхи)?
Спокойствие, самообладание, которое возникает в этот момент, успокоение, умиротворение, спокойствие скандх чувства, восприятия и синтеза — это спокойствие чувств, которое тогда есть.
Что в таком случае означает безмятежность мысли (читтапассаддхи)?
Безмятежность, самообладание, которое возникает в этомомент, успокоение, умиротворение, спокойствие скандх ума — вот спокойствие мысли, которое тогда есть.

## Постканонические палийские тексты
Пассаддхи упоминается в Висуддхимагге и других палийских комментариях.

### Питание спокойствия
В Висуддхимагге факторы просветления (боджжханга) обсуждаются в контексте развития поглощения (дхьяна). В частности, для развития навыка «сдерживания ума в тех случаях, когда его следует сдерживать» (например, когда он «возбужден из-за чрезмерной энергии и т. д.»), Висуддхимагга рекомендует развивать спокойствие (пассаддхи), концентрацию (самадхи) и невозмутимость (упеккха). Согласно Висуддхимагге, для того, чтоб телесное и умственное спокойствие возникли, следует:
1. использовать превосходную пищу;
2. жить в хорошем климате;
3. сохранять приятную осанку;
4. держаться середины;
5. избегать агрессивных людей;
6. воспитывать людей спокойных телом;
7. быть решительным в этом [спокойствии].